# Славка Бошњаковић
Славка Бошњаковић је једна од првих српских стрип ауторки, рођена 1945. у Руми.

## Биографија
У родном граду је завршила основну школу и гимназију. Вишу педагошку школу – ликовни смер, завршила је у Новом Саду 1968. године.
По завршетку школовања ради као професор ликовне културе прво у школи у Босанској Крупи, а затим и у Вуковару.
Од 1973. године ради у новосадској издавачкој кући Дневник, као технички уредник и илустратор. Ту остаје све до пензионисања 2000. године.
Урадила је једанаест епизода стрипа Курир Младен, према сценарију Владе Дубравчића. Све епизоде су објављене у Дневниковом издању Златни кликер.
Славка Бошњаковић представља једну од првих жена стрип цртачица на подручју бивше Југославије. Стрип Курир Младен широм је отворио врата Дневнику за домаћи стрип и то у годинама када је домаћи стрип готово у потпуности замро. Убрзо након појаве стрипа Славке Бошњаковић, у Златном кликеру се појављује и први стрип Светозара Обрадовића и Бранислава Керца, а Дневник као професионалне стрип цртаче запошљава и Бранка Плавшића, Радича Мијатовића, Славка Пејака, Маринка Лебовића.
Након Курира Младена више се није бавила стрипом и у потпуности се посветила послу техничког уредника и илустратора.